# 高俊 (韓國演員)
高俊（1978年12月8日—），本名金俊昊，韓國男演員。

## 演藝經歷
高俊首次出道年份是2001年，但是直到2008年，才開始正常工作，因為在中間休息了一段時間。出道初期使用本名“金俊昊”，2015年改名為高俊，即現在的名字。2016年，他開始擔任具有一定分量的角色。
在2017年的電影《青年警察》中，飾演韓裔CEO角色，首次成為的熱門討論話題。2018年出演JTBC電視劇《謎霧》和2019年出演SBS電視劇《熱血司祭》，讓他的聲望不斷提高。特別是，在《熱血司祭》中扮演的角色黃哲範，十分具有吸引力，並且由於他獨特的外表、表演和力量而廣受大眾歡迎。
2019年以電視劇《熱血司祭》中獨特演出方式獲得肯定，贏得最佳男配角獎。

## 演出作品

### 電視劇
| 年份   | 電視台  | 劇名                       | 角色                               |
| ------ | ------- | -------------------------- | ---------------------------------- |
| 2007年 | SBS     | H.I.T                      |                                    |
| 2010年 | SBS     | 醫生冠軍                   | 昌秀                               |
| 2010年 | SBS     | 大物                       | 殺手                               |
| 2016年 | tvN     | 傲骨賢妻                   | 趙國賢                             |
| 2017年 | OCN     | 救救我                     | 車俊久                             |
| 2018年 | JTBC    | 謎霧                       | 李載英／Kevin Lee                  |
| 2018年 | KBS2    | 白晝之戀                   | 李弼勇                             |
| 2019年 | SBS     | 熱血司祭                   | 黃哲範                             |
| 2020年 | tvN     | Oh My Baby                 | 韓伊尚                             |
| 2020年 | KBS2    | 出軌的話就死定了           | 韓宇成                             |
| 2022年 | Disney+ | 第六感之吻                 | 吳智英拍攝的電視劇男主角(特別出演) |
| 2024年 | MBC     | 白雪公主非死不可—Black Out | 盧尚哲                             |
| 2025年 | JTBC    | 健將聯盟                   | Leo                                |

### 電影
| 年份   | 片名                    | 角色       | 备注     |
| ------ | ----------------------- | ---------- | -------- |
| 2001年 | 《愛的蹦極》            | 申英浩     |          |
| 2001年 | 《戀愛素描》            |            | 正式出道 |
| 2002年 | 《愛你不後悔》          | 活动主持人 |          |
| 2005年 | 《請在鼓掌的時候離開》  | 面试者     |          |
| 2006年 | 《那年夏天》            | 笔友会会员 |          |
| 2008年 | 《急速醜聞》            | CF导演     |          |
| 2009年 | 《影子殺人》            | 草藥醫生   |          |
| 2009年 | 《田禹治：超時空爭霸》  | 酒幕人們3  |          |
| 2011年 | 《陽光姐妹淘》          | 刑警       |          |
| 2011年 | 《對不起，謝謝你》      | 律師       |          |
| 2011年 | 短片《最後一餐飯》（밥, 상）  |            |          |
| 2014年 | 《導航》                | 哲奎       |          |
| 2014年 | 《千王新世紀》          | 幽靈       |          |
| 2015年 | 短片《賢道家》（현도가）      |            | 導演     |
| 2016年 | 《偉大的演員》          | 美智父親   | 友情出演 |
| 2016年 | 《密探》                | 沈尚道     |          |
| 2016年 | 《Luck Key》            | 權喜樂     |          |
| 2016年 | 《Missing：消失的女人》 | 張鎮赫     |          |
| 2017年 | 《菜鳥警校生》          | 榮春       |          |
| 2018年 | 《风风风》              | 孝奉       |          |
| 2018年 | 《边山》                | 龍大       |          |
| 2023年 | 短片《信仰》（페이스）        | 藍大衣殺手 | [ 6 ]    |

### 綜藝
| 年份   | 電視台 | 節目             | 备注  |
| ------ | ------ | ---------------- | ----- |
| 2023年 | SBS    | 《我家的熊孩子》 | [ 7 ] |
| 2024年 | MBC    | 《我獨自生活》   |       |

## 獲獎
- 2019年：SBS演技大賞—男子助演獎（熱血司祭）
- 2019年：第12屆韓國電視劇節—年度明星賞（熱血司祭）
- 2019年：2019年度品牌大賞—年度新劇演員（熱血司祭）

## 外部連結
- 高俊的Instagram帳戶
- 高俊的Facebook專頁
- 高俊在NAVER上的资料
- 高俊在韩国电影数据库（KMDb）上的資料（韓語）
- 高俊在互联网电影资料库（IMDb）上的資料（英文）
- 高俊官方Fancafe （页面存档备份，存于）